# 윌리엄 크룩스

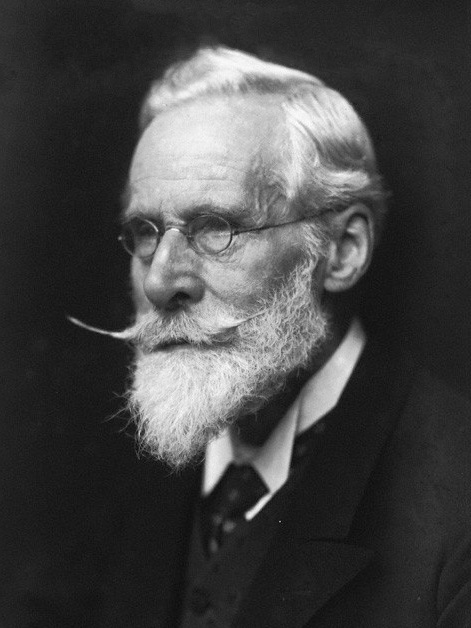
윌리엄 크룩스 (1906년)

윌리엄 크룩스 경(영어: Sir William Crookes, OM, FRS, 1832년 6월 17일 ~ 1919년 4월 4일)은 영국의 화학자이자 물리학자이다. 1897년 나이트 작위(爵位)를 받았으며, 1898년 영국 과학진흥협회의 회장, 학사원(學士院) 회장을 역임했다. 1861년 탈륨을 발견하였으며, 1883년 희토류원소를 연구하여 이트륨 분리에 성공하였다.

## 생애
런던 출생으로 왕립 전문 학교에서 화학을 배우고, 옥스퍼드대학의 래드클리프연구소 연구원을 거쳐 체스터 트레이닝 칼리지에서 강의하기도 했다. 1859년 《Chemical News》를 발간하고 자택에 연구소를 설치, 각종실험을 실시했다.

1861년 탈륨을 발견하고, 그 원자량을 정했다. 또한 복사에너지의 크기를 측정하는 장치인 복사계를 발명했다. 1870년대에는 음극선의 움직임을 연구하려고 진공관을 만들었는데, 윌리엄 크룩스의 이름을 따서 크룩스관이라 명명되었다. 크룩스관은 오늘날 전자장치에 쓰이는 음극선관을 발전시키는 데 큰 도움이 되었다. 한때는 심령현상(心靈現象) 연구에 몰두하였고, 만년에는 인공 다이아몬드의 제조에 열중하기도 하였다.
크룩스는 1898년 영국 과학 진흥 협회의 회장으로 취임하며 한 연설에서 다가올 재앙을 상세히 설명했다. 1930년대에 식량위기가 올 것이며, 그 이유는 천연자원에서 얻을 수 있는 질소 비료의 부족 때문이라고 주장했다. 그는 화학자들에게 대기 중 엄청난 양의 질소(약 80%의 질소)로 비료를 만드는 새로운 방법을 개발할 것을 촉구했다. 기근에 대한 그의 발언은 신문에 실려 널리 퍼졌다. 그의 촉구에 부응하여 20세기 초반에 독일의 화학자 프리츠 하버(Fritz Haber)와 칼 보쉬(Carl Bosch)는 공중질소를 고정하여 화학비료의 생산기술을 개발하여 인류를 대기근의 두려움에서 해방시켰다.

## 서훈
- 1875년 로열 상[2]
- 1888년 데이비 상
- 1897년 기사작위(Knight Bachelor) 서임[5]
- 1904년에는 코프레 상을 수상
- 1910년 메리트 훈장(OM)[6]

## 참고 자료
- 이 문서에는 다음커뮤니케이션(현 카카오)에서 GFDL 또는 CC-SA 라이선스로 배포한 글로벌 세계대백과사전의 내용을 기초로 작성된 글이 포함되어 있습니다.